# Systém pro podporu trhu akcií a dluhopisů
SPAD (Systém pro podporu trhu akcií a dluhopisů) byl nejvýznamnější segment Burzy cenných papírů Praha.[zdroj?] V rámci tohoto segmentu se obchoduje s cennými papíry vybraných významných podniků – jsou to ty nejlikvidnější a nejobchodovatelnější.[zdroj?]
Úkolem SPADU je zajistit fungování burzovního trhu na pražské burze.[zdroj?] Umožňuje v tzv. otevřené fázi kdykoliv mezi 9:15 a 16:00 hod. nakoupit nebo prodat akcie. Není potřeba čekat na okamžik, kdy se najde kupec nebo prodejce.
Systém SPAD funguje ve dvou fázích:
- Otevřená fáze – tvůrci trhu kotují, tj. stanovují cenu nákupu a cenu prodeje u svěřených cenných papírů; je-li jejich kotace vybrána jako nejlepší, mají následně povinnost ihned uzavřít obchod, obchodují členové – tvůrci trhu navzájem, nebo s jinými obchodníky, obchod se uzavírá v 16 h, kurz se tvoří v rozpětí ± 0,5 % od nejlepší kotace.
- Uzavřená fáze – tvůrci trhu nemají povinnost ani kotovat ani uzavírat obchody, kurz se může pohybovat v rozpětí ± 5 % od nejlepší kotace platné na konci otevřené fáze.

## Cenné papíry SPAD
- AAA Auto
- CETV
- ČEZ
- ECM
- Erste bank
- Komerční banka
- NWR
- Pegas Nonwovens
- Philip Morris ČR
- O2 Česká republika
- Unipetrol
- VIG
- Fortuna Entertainment Group[1]

## Tvůrci trhu SPAD
(zkratka tvůrce trhu - jméno firmy URL)
- AFT - ATLANTIK finanční trhy, a.s. http://www.atlantik.cz/
- BHS - BH Securities a.s. http://www.bhs.cz/
- CS - Česká spořitelna, a.s. http://www.csas.cz/
- Equilor Investment Zrt. (od 19. 10. 2011)
- FIO - Fio banka, a.s. http://www.fio.cz/
- HVB
- ING - ING Bank N.V. http://www.ing.cz/
- PF - Patria Finance, a.s. http://www.patria-finance.cz/
- WOOD - WOOD & Company Financial http://www.wood.cz/